# Mimudea mesophaealis
Mimudea mesophaealis là một loài bướm đêm trong họ Crambidae.